# Tamás Fellegi
Tamás Fellegi (ur. 7 stycznia 1956 w Budapeszcie) – węgierski przedsiębiorca, politolog i prawnik, w latach 2010–2011 minister rozwoju narodowego, następnie do 2012 minister bez teki w drugim rządzie Viktora Orbána.

## Życiorys
Z wykształcenia prawnik, absolwent Uniwersytetu Loránda Eötvösa (ELTE). W latach 1981–1987 był asystentem na tej uczelni, od 1983 do 1985 wykładał także w kolegium prawniczym. Później do 1993 przebywał w Stanach Zjednoczonych, gdzie doktoryzował się z nauk politycznych na Uniwersytecie Connecticut, a od 1992 pracował na University of Rochester. Od 1993 do 1997 ponownie był zatrudniony na ELTE. W latach 1993–1994 był głównym doradcą politycznym lidera Fideszu Viktora Orbána. Później związany z sektorem prywatnym, m.in. założył i kierował przedsiębiorstwem konsultingowym EuroAtlantic. Był też dyrektorem generalnym działającej na rynku mediowym kompanii Infocenter.hu.
W maju 2010 dołączył do rządu Viktora Orbána jako minister rozwoju narodowego. W grudniu 2011 przeszedł na stanowisko ministra bez teki odpowiedzialnego za kontakty z międzynarodowymi organizacjami finansowymi (w tym MFW). Zakończył urzędowanie w czerwcu 2012, powracając do działalności doradczej.